# Lizzia octostyla
Lizzia octostyla är en nässeldjursart som först beskrevs av Ernst Haeckel 1879.  Lizzia octostyla ingår i släktet Lizzia och familjen Bougainvilliidae. Inga underarter finns listade i Catalogue of Life.